# Menhir de la Roche
Le menhir de la Roche est un menhir situé sur le territoire de la commune française de Gorron, en Mayenne, dans la région Pays de la Loire.

## Localisation
Le menhir de la Roche est situé au sud est de la commune de Gorron, sur un terrain privé, au bord d'un ruisseau affluent de la Colmont, au lieu-dit le Pré Neuf sous Vallons. La prairie dans laquelle il se trouve est fréquemment occupée par des bovins, expliquant sans doute la légende autour de ce mégalithe. La commune a aménagé un circuit de randonnée « le circuit de la Colmont » dont l'étape 5 permet l'accès au mégalithe.

## Caractéristiques
Le menhir est constitué en granite et mesure 4,50 mètres de hauteur. Il semble représentatif des monuments néolithiques nombreux le long de la vallée de la Colmont, comme l'allée couverte du Petit Vieux Sou, sise dans la commune voisine de Brécé.

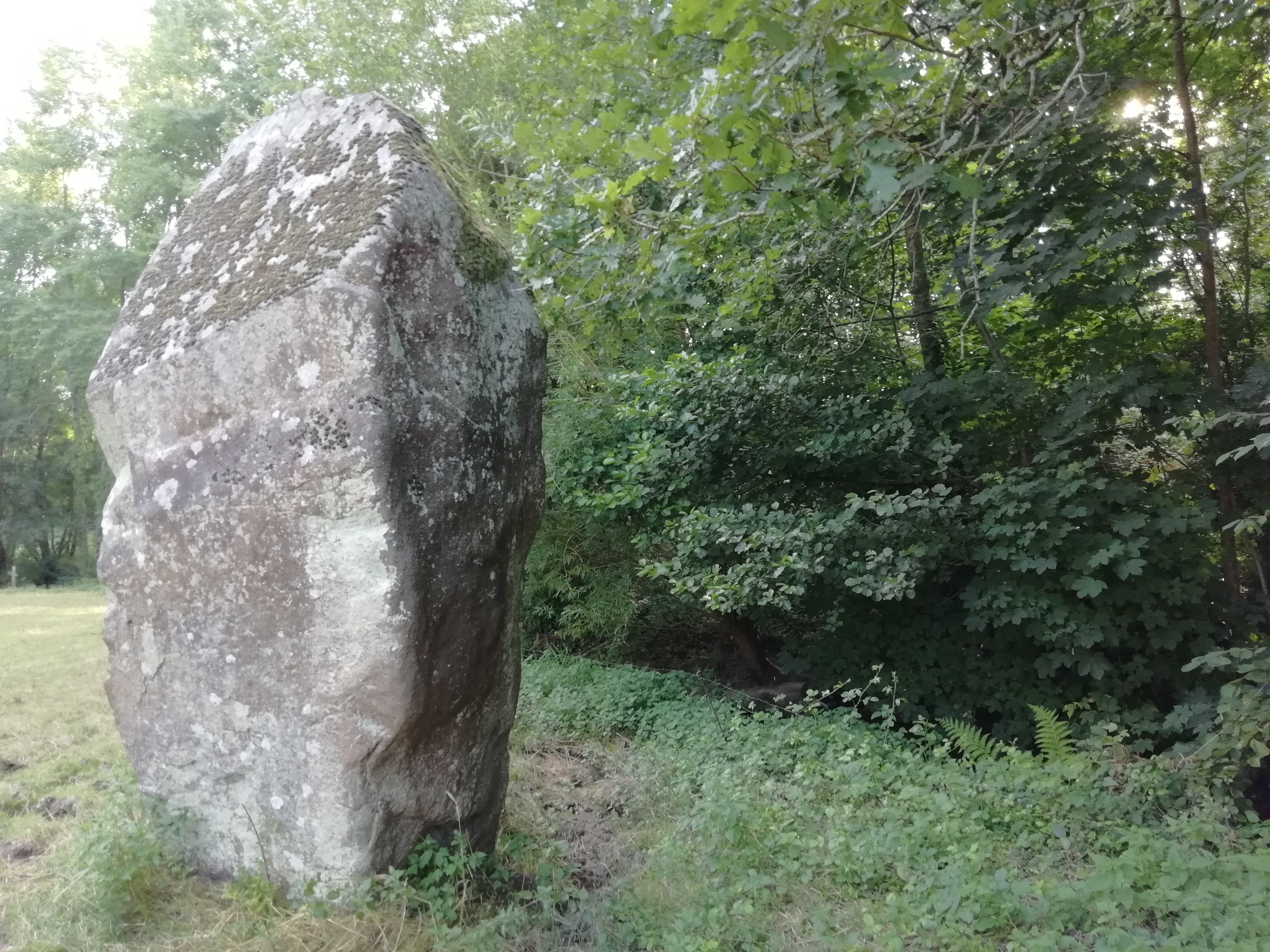
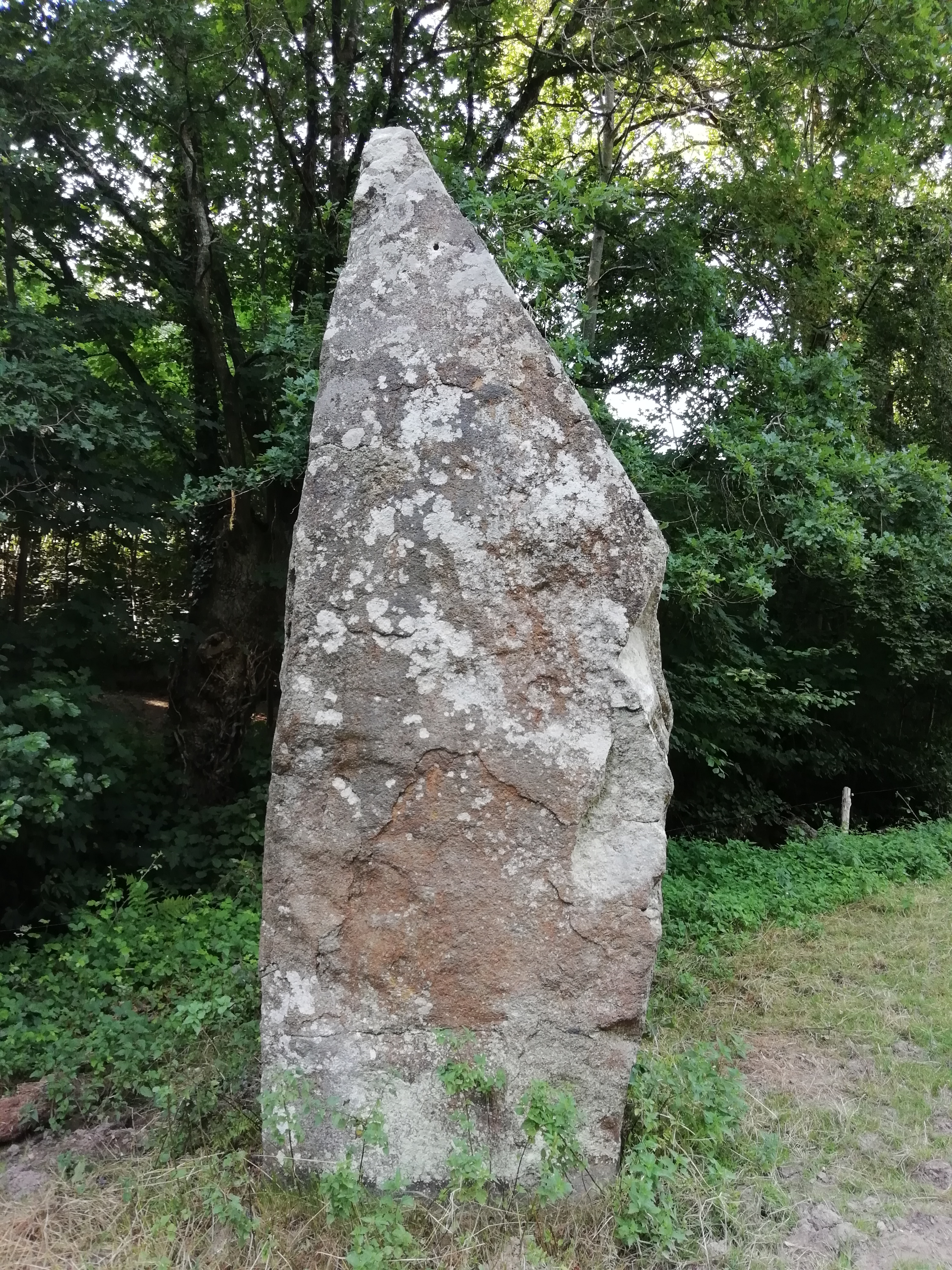

## Historique

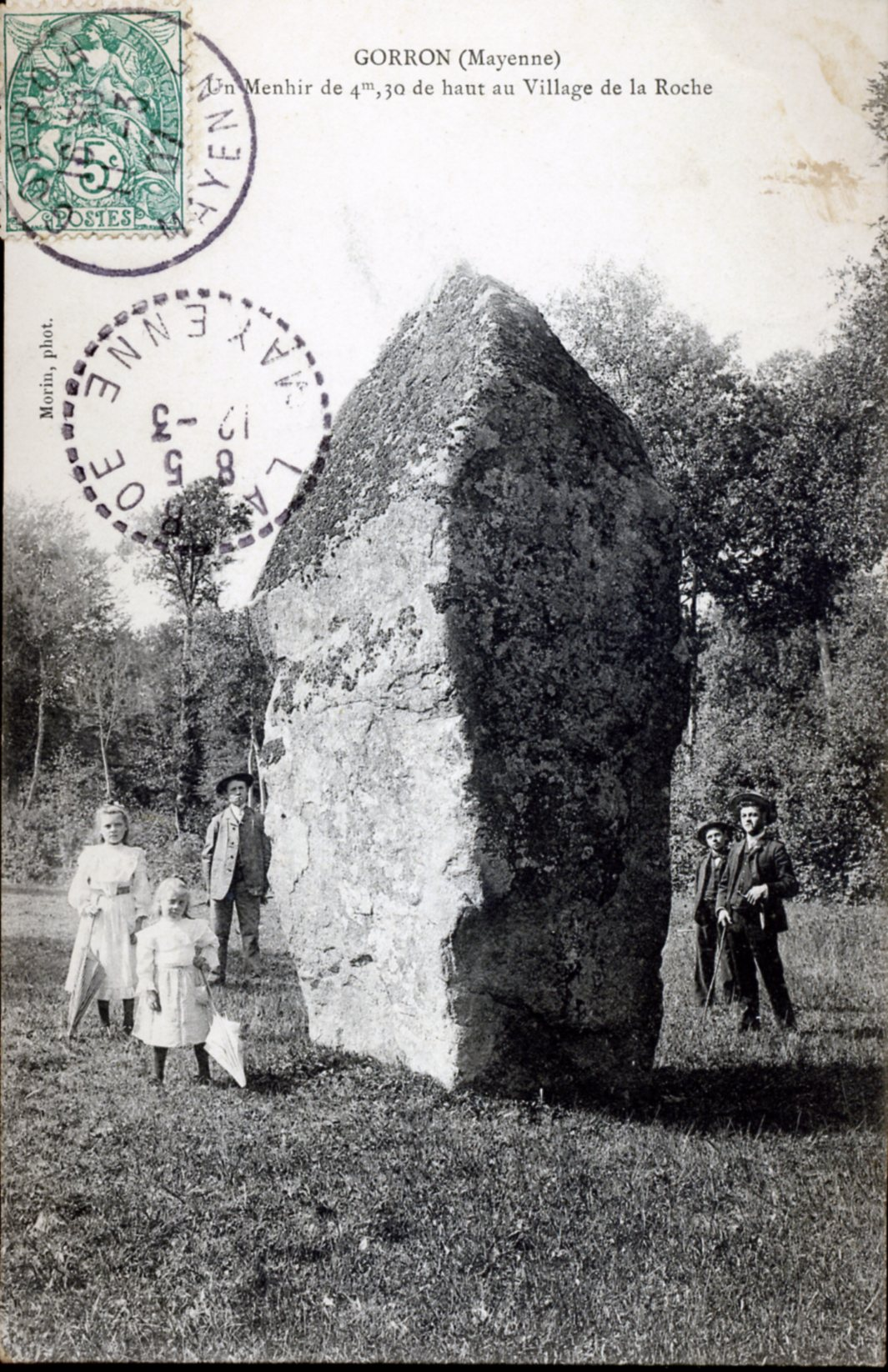
Photographie ancienne, datée de 1907.

Ce menhir date du néolithique, de 4000 av. J.-C. environ, preuve que des êtres humains occupaient déjà la vallée de la Colmont à cette époque-là.
Il est classé au titre de monument historique depuis le 15 mars 1978. C'est le seul édifice de la commune de Gorron classé.

## Étymologie
Le menhir est nommé d'après le village voisin, lui-même vraisemblablement désigné d'après le menhir, comme souvent pour les lieux-dits la Roche, la Pierre, etc.

## Légende
La tradition locale raconte que, la nuit de Noël, aux douze coups de minuit, la pierre tourne douze fois sur elle-même, alors que les vaches se mettent à genoux.